# Nicidus fusconebulosus
Nicidus fusconebulosus är en insektsart som beskrevs av Stsl 1858. Nicidus fusconebulosus ingår i släktet Nicidus och familjen Eurybrachidae. Inga underarter finns listade i Catalogue of Life.